# Sció live
Sció è il primo album dal vivo del cantautore italiano Pino Daniele, pubblicato nel 1984 dalla EMI Italiana.

## Descrizione
Costituito da due CD, Sció raccoglie diverso materiale registrato dal vivo in vari concerti tenuti tra il 1982 e il 1984, ovvero:
- Bari, Teatro Petruzzelli (24-25-26 ottobre 1984)
- Cannes, Palais des Festival (gennaio 1984)
- Nancy, Jazz Pulsation (21 ottobre 1984)
- Montreux (Jazz Festival, 8 luglio 1983)
- Nyon (Folk Festival, 19 luglio 1984)
- Milano, Stadio San Siro (24 giugno 1984)
- Verona, Arena (14 settembre 1982)
- Napoli, Mostra d'Oltremare (20 settembre 1984)

## Tracce
CD 1
1. Chillo è nu buono guaglione – 3:30
2. Have You Seen My Shoes – 5:10
3. Viento 'e terra – 5:43
4. Io vivo come te – 5:23
5. Tarumbó – 5:05
6. Tutta 'nata storia – 5:10
7. Chi tene 'o mare – 6:40
8. Mo basta (Parte 1) – 4:50

CD 2
1. Terra mia – 3:33
2. Lazzari felici – 3:15
3. Ce sta chi ce penza – 3:07
4. Suite: Appocundria, Putesse essere allero, Je sto vicino a te – 7:03
5. Quanno chiove – 2:53
6. Musica musica – 6:13
7. Yes I Know My Way – 5:50
8. Mo basta (Parte 2) – 4:58
9. Napule è – 4:00

## Formazione
- Pino Daniele – voce, chitarra
- Rino Zurzolo – basso, contrabbasso
- Joe Amoruso – tastiera, pianoforte
- Agostino Marangolo – batteria
- Tullio De Piscopo – batteria, percussioni
- Naná Vasconcelos – percussioni
- Tony Esposito – percussioni
- Vito Mercurio – violino
- Corrado Sfogli – mandoloncello
- Adalberto Lara – tromba
- Juan Pablo Torres – trombone
- Larry Nocella – sassofono
- Gato Barbieri – sassofono
- Bob Berg – sassofono

## Classifiche

### Classifiche settimanali
| Classifica (1985) | Posizione massima |
| ----------------- | ----------------- |
| Italia            | 9                 |

### Classifiche di fine anno
| Classifica (1985) | Posizione |
| ----------------- | --------- |
| Italia            | 60        |